# Croton tenuilobus
Croton tenuilobus är en törelväxtart som beskrevs av Sereno Watson. Croton tenuilobus ingår i släktet Croton och familjen törelväxter. Inga underarter finns listade i Catalogue of Life.